# قورباغگان علفزار
قورباغگان علفزار (به لاتین: Ptychadenidae) خانواده‌ای از قورباغه‌ها است که معمولاً به عنوان قورباغه‌های علفزار شناخته می‌شوند.  این قورباغه‌ها در جنوب صحرای آفریقا یافت می‌شوند.
قورباغگان علفزار در گذشته به عنوان یک تبار یا زیرخانواده در خانواده قورباغه‌های راستین در نظر گرفته می‌شد، اما موقعیت آن به عنوان یک خانواده جداگانه اکنون به خوبی تثبیت شده‌است.

## گونه‌ها
سه سرده با ۶۰ گونه وجود دارد.
- Hildebrandtia Nieden، 1907 - دارای ۳ گونه
- Lanzarana Clarke، 1982 - دارای ۱ گونه
- Ptychadena Boulenger، 1917 - دارای ۵۹ گونه